# La vecchia signora
La vecchia signora è un film del 1931 diretto da Amleto Palermi.

## Trama
Maria, una vecchia nobile signora ridotta all'indigenza, per sopravvivere si riduce a vendere castagne arrosto per la strada: in realtà parte dei guadagni vanno al collegio dove una sua nipote sta studiando e alla fine riuscirà a vederla felicemente sposata.

## La critica
« Con questo suo primo film il produttore Caesar ha voluto soprattutto mostrarci i mezzi tecnici di cui dispone. La vecchia signora ha tutti gli elementi del successo, Semplice e umana la trama, pittoresca la nessinscena, ottima la parte tecnica, efficace la recitazione. Film commerciale di quelli che attraggono le folle, commovente e che fa sorridere, tuttavia avremmo voluto che Palermi desse un ritmo più lento al film e un tono meno teatrale. Ottima la Gramatica, forse sarebbe stato possibile evitare agli altri attori la tendenza a strafare come se stassero ancora in teatro... » Enrico Roma in Cinema Illustrazione del 20 aprile 1932.

## Produzione
Prodotto da Giuseppe Barattolo per la Caesar Film la pellicola fu girata nel 1931 nei Stabilimenti Caesar alla Circonvallazione Appia di Roma.